# St. Maria am See (Bad Windsheim)

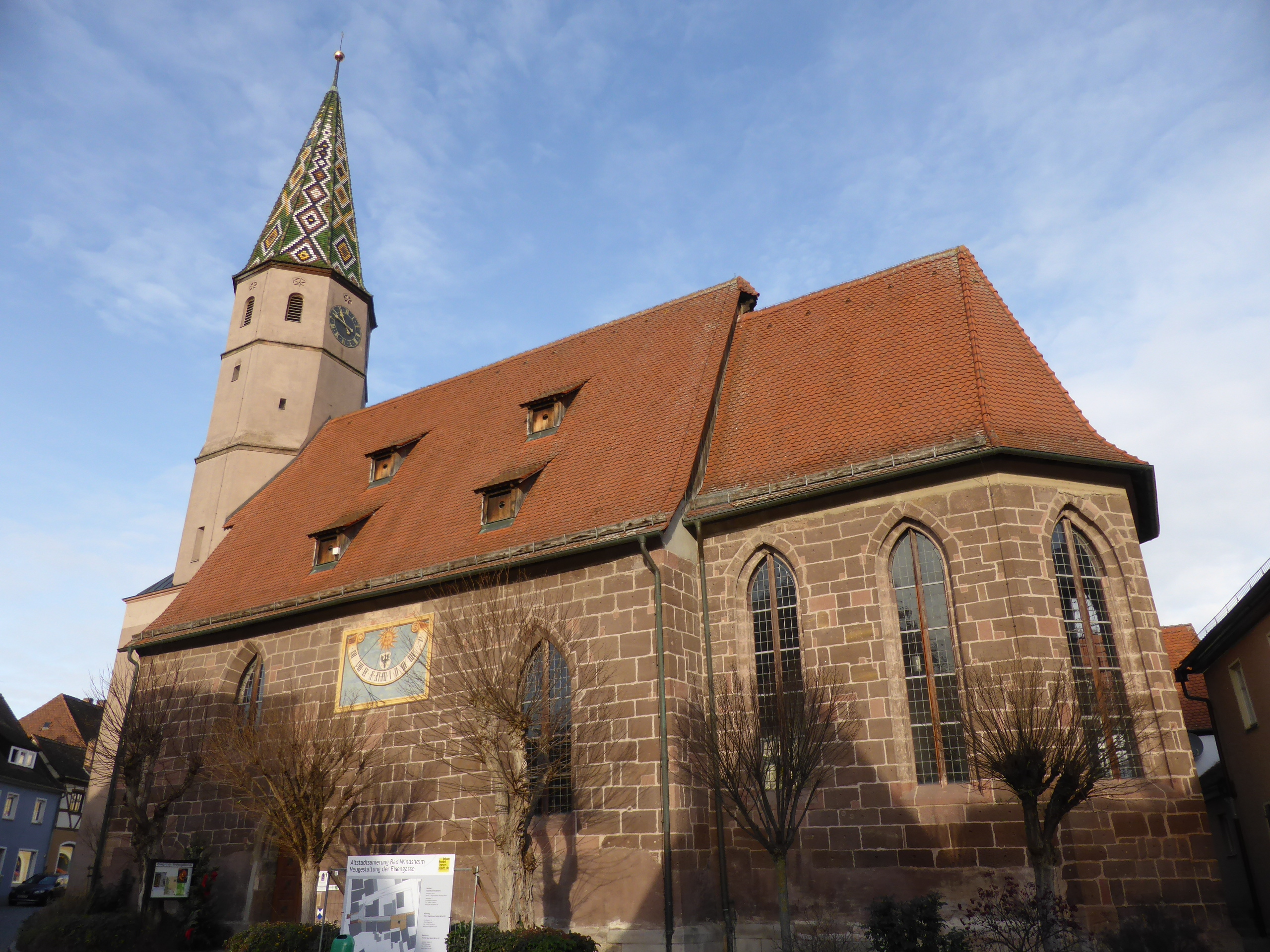
St. Maria am See (Bad Windsheim)

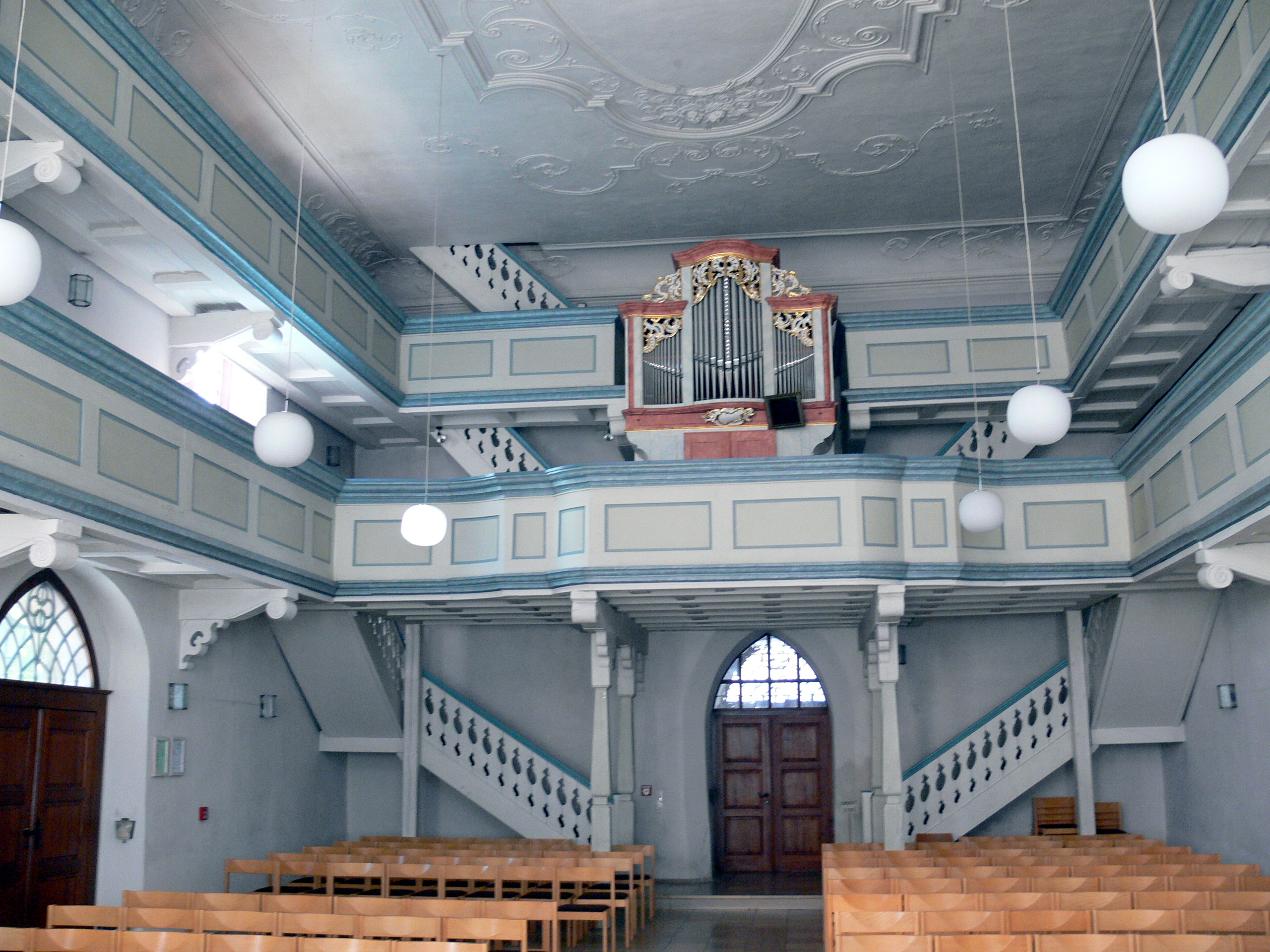
Innenraum, Blick zur Orgel

Die Evangelische Kirche St. Maria am See, auch Seekapelle genannt, ist ein denkmalgeschütztes Kirchengebäude, das in der Stadt Bad Windsheim im Landkreis Neustadt an der Aisch-Bad Windsheim (Mittelfranken, Bayern) steht. Das Bauwerk ist unter der Denkmalnummer D-5-75-112-180 als Baudenkmal in die Bayerische Denkmalliste eingetragen. Sie gehört zur Kirchengemeinde St. Kilian im Dekanat Bad Windsheim im Kirchenkreis Ansbach-Würzburg der Evangelisch-Lutherischen Kirche in Bayern.

## Beschreibung
Das Langhaus und der eingezogene, dreiseitig geschlossene Chor der 1400–05 gebauten Saalkirche sind aus steinsichtigem Quadermauerwerk. Die drei Obergeschosse des verputzten Kirchturms im Westen auf quadratischem Grundriss sind achteckig und durch Stockwerkgesimse unterteilt. Sein oberstes Geschoss beherbergt die Turmuhr und den Glockenstuhl. Darauf sitzt ein bunter, spitzer Helm. 
Die Orgel mit neun Registern, einem Manual und Pedal wurde 1766 von Johann Christoph Bodechtel gebaut.